# قواعد تنظيم السلع العلاجية

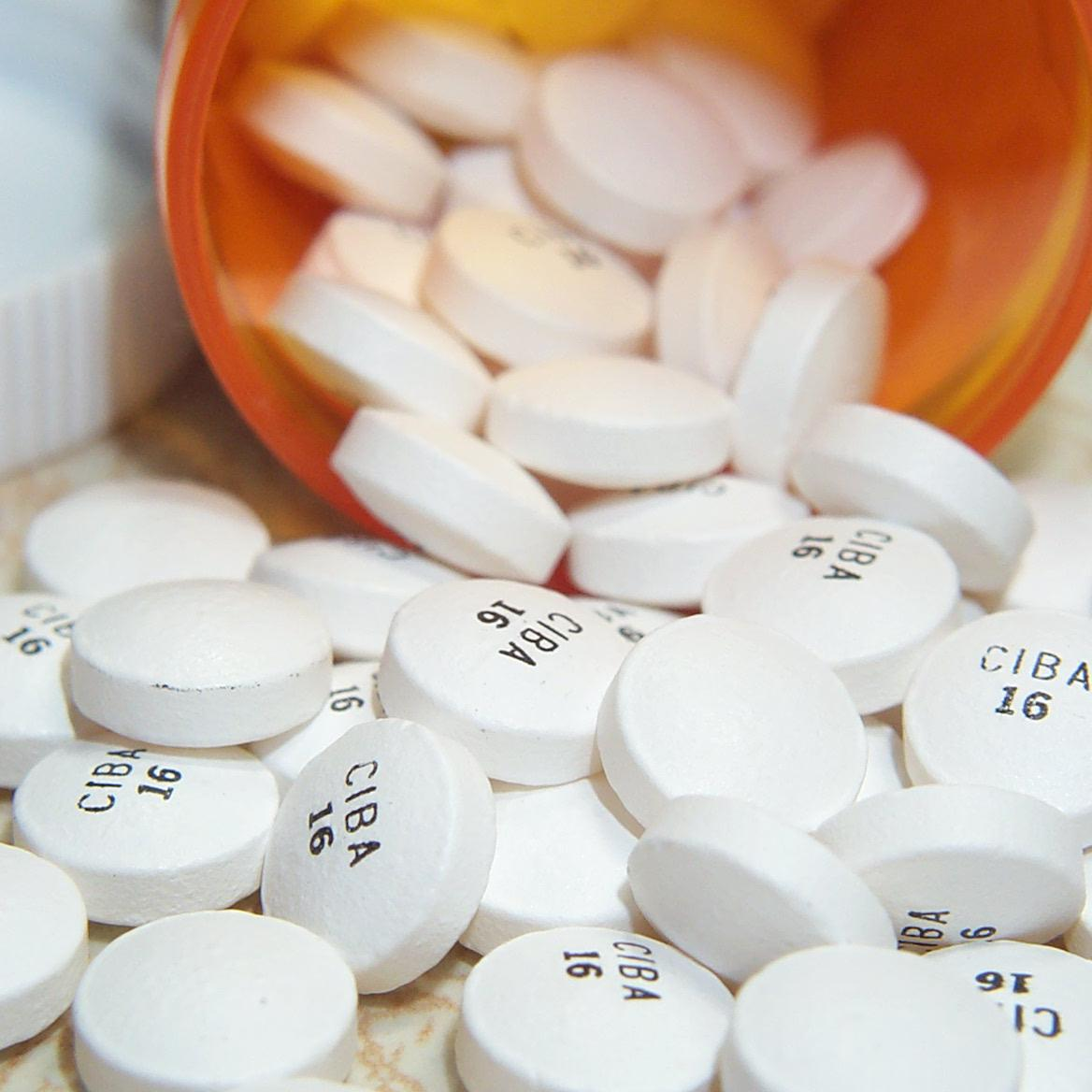
ميثيل فينيديت، على شكل حبوب ريتالين

قواعد تنظيم السلع العلاجية (بالإنجليزية: Regulation of therapeutic goods)‏ ويقصد بالسلع العلاجية الأدوية والأجهزة العلاجية وهي مُختلفة باختلاف التخصصات. في بعض البلدان، كالولايات المتحدة الأمريكية يتم تنظيم السلع العلاجية على مستوى الدولة، ولكن في بعض الدُول كأستراليا يتم التنظيم على مستوى الولايات وعلى مستوى الدولة أيضاً.
يُساعد تنظيم للسلع العلاجية على حماية صِحة وسلامة السُكان، حيثُ تضمن عملية التنظيم توفير أجهزة وأدوية علاجية سليمة ذات كفاءة وفعالية عالية، وفي عديد من الدُول والولايات يتوجب تسجيل هذه السلع قبل السماح بنشرها تجارياً، وفي نفس الوقت هُناك بعض الأدوية والأجهزة متوافرة تجارياً ولكن مُقيدة بعدد من القوانين التي تُساعد على تخفيف من حدتها على المُستهلكين.

## التاريخ
ترجع الجذور التاريخية للتنظيم الحديث للأدوية إلى انتشار الترياقات الكبير عقب وفاة ميثراداتس. جمع ميثراداتس الأطباء والعلماء والكهان لتركيب شراب يجعله محصنًا ضد السموم. بعد وفاته، توجه اهتمام الرومان إلى تطوير شراب ميثراداتس. دخلت الميثراداتية المجتمع الغربي مجددًا بطرق متعددة، كانت أولاها كتاب «الوصفات الطبية لبولد»، الذي كُتب في وقت ما بين 900 و950، يحتوي الكتاب على صيغ لتركيب علاجات مختلفة، بما فيها الترياقات. أصبح الترياق سلعة تجارية متداولة في أرجاء أوروبا بشكل مبني على أعمال الأطباء اليونانيين والرومان.
تطلّب إنتاج الوصفات العلاجية المتنوعة وجود شكل من الإشراف بهدف التأكد من عدم تداول الترياقات الزائفة، وهو ما أدى إلى التنظيم والتدخل الحكومي. اتخذ تركيب هذه التوليفات العلاجية شكلًا شعائريًا وكثيرًا ما حُضّرت العقاقير في الأماكن العامة أمام أعين الناس ومع التدوين. اعتُقد حينها أن عدم فعالية التركيبة العلاجية يرجع إلى الصيادلة المشاركين في صنعها والذين يمكن أن يخضعوا للمحاسبة بسبب الطبيعة العامة للعملية.
في القرن التاسع، أنشأت الكثير من الدول الإسلامية دار الحسبة، ودوره تنظيم تطبيق مبادئ الإسلام وقيمه إضافة إلى تنظيم الجوانب الأخرى للحياة الاجتماعية والاقتصادية، بما فيها تنظيم الأدوية. عُين المفتشون لممارسة الرقابة على المشاركين في تصنيع الأدوية، أُعطي هؤلاء المفتشون وزنًا كبيرًا لضمان الامتثال وتنفيذ العقوبات بصرامة. صدر أول قانون رسمي، وهو «قانون المنتجات العِطارية والعقاقير والمواد» أو قانون المنتجات الصيدلانية والعقاقير والمواد في عام 1540 من قبل هنري الثامن وكان الأساس للقوانين الأخرى. طلب هنري من خلال هذا القانون من الأطباء في كلية الأطباء (التي أسسها في عام 1518) تعيين أربعة أشخاص مكرسين للإشراف المستمر على ما يُباع في الصيدليات. تزامنًا مع هذا التشريع الأول، ظهرت صيغ معيارية لتركيب بعض «العقاقير» و «الترياقات» من خلال دستورٍ الأدوية، الذي ظهر أول مرة على هيئة مرسوم أصدره فريدريك الثاني ملك صقلية في عام 1240، وّجه هذا المرسوم باستخدام صيغ ثابتة ومعيارية. كان دستور فلورنسا الذي نُشر عام 1498، ودستور الأدوية الإسباني الذي نُشر عام 1581، ودستور الأدوية في لندن عام 1618 أولى دساتير الأدوية الحديثة. 
في الولايات المتحدة، كان تنظيم الأدوية في الأصل من حقوق الولايات وليس حقًا فيدراليًا. ولكن مع زيادة الممارسات الاحتيالية التي تدفعها المصالح الخاصة بهدف زيادة الأرباح وضعف إنفاذ قوانين الولايات، زادت الحاجة إلى تنظيم أقوى على المستوى الفيدرالي. وقع الرئيس روزفلت قانون الغذاء والدواء الفيدرالي في عام 1906والذي وضع معايير أكثر صرامة. في عام 1911 صدر حكم عن المحكمة العليا، في قضية الولايات المتحدة ضد جونسون، أظهر أن قانون الدواء والغذاء الفدرالي لا يغطي الإعلانات المضللة. مرر الكونغرس بعد ذلك مباشرة تعديل شيرلي الذي وضع تعريفًا أوضح لوصف «مغشوش». 
وكان الدافع المهم الآخر للتقدم في تنظيم الأدوية بعض الكوارث التي دفعت الحكومة للتدخل وفرض القوانين الناظمة بغية منع تكرر تلك الحالات. أدت حادثة من هذا القبيل في عام 1937إلى وفاة أكثر من مئة شخص بعد استخدام إكسير سلفانيلاميد الذي لم يكن قد خضع لأي اختبارات متعلقة بالسلامة. بعد ذلك مباشرة اُقرّ قانون الغذاء والدواء ومواد التجميل الفدرالي في عام 1938. وقعت كارثة أخرى في أواخر الخمسينيات بعدما طُرح عقار ثاليدوميد في ألمانيا (في سوق غير منظمة فعليًا) ثم وُزع في جميع أنحاء العالم، وسبّب تشوهات ولادية مختلفة لنحو 100000 طفل.
أنشأ وزير الصحة في المملكة المتحدة مجموعة للنظر في سلامة الأدوية الموجودة في السوق في عام 1959قبل تلك الأزمة، وكان يتحرك نحو معالجة مشكلة الأدوية غير الخاضعة للتنظيم التي يمكن أن تدخل السوق. خلقت الأزمة إحساسًا ملحًا بالحاجة إلى معايير السلامة والفعالية في جميع أنحاء العالم. أنشأت المملكة المتحدة لجنة مؤقتة مختصة بسلامة الأدوية مع محاولة إصدار تشريعات شاملة أكثر. على الرغم من أن الامتثال وتقديم الأدوية إلى لجنة سلامة الأدوية لم يكن إلزاميًا على الفور، إلا أن الصناعات الصيدلانية تعاونت بشكل أكبر بعد حادثة الثاليدوميد. أقرت اللجنة الاقتصادية الأوروبية أيضًا توجيهًا في عام 1965 لفرض المزيد من معايير الفعالية قبل تسويق الدواء. أقر كونغرس الولايات المتحدة قانون تعديلات الدواء عام 1962. طلب قانون تعديلات الدواء من إدارة الغذاء والدواء ضمان أن الأدوية الجديدة التي تدخل إلى السوق قد اجتازت اختبارات ومعايير معينة. قدمت القوانين في الاتحاد الأوروبي والولايات المتحدة المتطلبات اللازمة لضمان السلامة والفعالية الدوائية. تجدر الإشارة إلى أن القوانين الناظمة ومعايير الاختبار المتزايدة ساهمت فعليا في مزيد من الابتكار في مجال البحوث الصيدلانية في الستينيات، على الرغم من اشتداد المعايير السريرية وقبل السريرية المطلوبة.
في عام 1989، ناقش المسؤولون من جميع أنحاء العالم في المؤتمر الدولي للسلطات المختصة بالتنظيم الدوائي الذي أقامته منظمة الصحة العالمية، ضرورة تنسيق العمليات للموافقة العالمية على الأدوية. 
أظهرت أحداث أخرى عبر التاريخ أهمية تنظيم الأدوية والعقاقير بما يواكب التطورات العلمية. في عام 2006، أظهرت المشاكل التي رافقت عقار تيراليزوماب قصور النماذج الحيوانية ومهدت الطريق أمام مزيدٍ من التقدم في تنظيم المنتجات البيولوجية وتطويرها. طُرح عقار روفيكسوكيب في السوق دون أن تظهر بوضوح المخاطر المرتبطة باستخدامه، ما أدى إلى مفهوم «تخطيط إدارة المخاطر» في مجال التنظيم، إذ ظهرت الحاجة إلى فهم كيفية إدارة مخاوف السلامة المختلفة. أظهرت حالات مختلفة خلال السنوات الأخيرة الحاجة إلى تنظيم يواكب التطورات العلمية المتعلقة صحة الناس.

## تنظيم السلع الدوائية في الدول

### أستراليا
تنظم السلع العلاجية في أستراليا من قبل إدارة السلع الدوائية. الأدوية والسموم متاحة بصورة تنظمها الجداول وفقًا للتشريعات الخاصة بكل ولاية، وتخضع الولايات بشكل عام لتوجيهات «معايير الجداول الموحدة للعقاقير والسموم».

### كندا
في كندا، يخضع تنظيم السلع العلاجية لقانون الغذاء والدواء واللوائح المرتبطة به. بالإضافة إلى ذلك، يتطلب قانون المخدرات والمواد الخاضعة للرقابة مستلزمات تنظيمية إضافية تخص الأدوية والطلائع الدوائية الخاضعة للرقابة.

### الصين
يخضع تنظيم الأدوية في الصين لإدارة الغذاء والدواء الصينية.

### أوروبا
يعتمد جهاز تنظيم الأدوية في الاتحاد الأوروبي على شبكة تجمع نحو 50 هيئة تنظيمية في 31 دولة من دول المنطقة الاقتصادية الأوروبية (28 دولة عضو في الاتحاد الأوروبي بالإضافة إلى آيسلندا وليختنشتاين والنرويج) والمفوضية الأوروبية ووكالة الأدوية الأوروبية. تجعل هذه الشبكة الجهاز التنظيمي في الاتحاد الأوروبي فريدًا. يدعم آلاف الخبراء من جميع أنحاء أوروبا تلك الشبكة، ما يوفر أفضل الخبرات العلمية الموجودة لتنظيم الأدوية في الاتحاد الأوروبي وتقديم المشورة العلمية على أعلى المستويات. تتعاون وكالة الأدوية الأوربية مع الدول الأعضاء في تبادل الخبرات المتعلقة بتقييم الأدوية الجديدة ومعلومات السلامة المستجدة. تعتمد هذه الدول على بعضها البعض في تبادل المعلومات الخاصة بتنظيم دواء ما، كحالات الإبلاغ عن الآثار الجانبية والإشراف على التجارب السريرية والإشراف على مصنعي الأدوية والممارسات السريرية الجيدة وممارسات التصنيع الجيدة وممارسات التوزيع الجيدة والاحترازية الدوائية. يسري هذا التنظيم بحكم أن التشريعات في الاتحاد الأوروبي تطلب من كل دولة عضو اتباع نفس القواعد المتعلقة بترخيص الأدوية ومراقبتها.

#### المملكة المتحدة
تنظم الأدوية البشرية في المملكة المتحدة من قبل وكالة تنظيم الأدوية والمنتجات الصحية.

### الولايات المتحدة الأمريكية
تنظم السلع العلاجية في الولايات المتحدة من قبل إدارة الغذاء والدواء الأمريكية، التي تتيح بعض الأدوية دون وصفة طبية في منافذ البيع بالتجزئة بينما تمنع صرف أدوية أخرى دون وصفة طبيب.
يخضع وصف بعض الأدوية أو حيازتها للرقابة أو الحظر بموجب قانون المواد الخاضعة للرقابة، الذي تفرضه إدارة الغذاء والدواء وإدارة مكافحة المخدرات. بعض الولايات أكثر صرامة بما يخص بعض المواد الخاضعة للرقابة وبعض الأدوية التي لا تحتاج وصفة طبية مثل السودوإيفيدرين .